# Na’od I.
Na’od I. (äthiop. ናዖስ; † 31. Juli 1508) war von 1494 bis zu seinem Tode Kaiser von Äthiopien. Er war der zweite Sohn von Baeda Maryam und seiner zweiten Frau Kalyupe (auch genannt „Calliope“). Wie Konstantin II. vor ihm, hörte er auf die Ratschläge der Königinmutter Eleni. Trotz ihrer Hilfe war seine Herrschaft durch interne Meinungsverschiedenheiten gekennzeichnet. Na’od I. wurde während eines Kriegszuges gegen die Muslime im Sultanat Ifat getötet.
| Vorgänger      | Amt                            | Nachfolger |
| -------------- | ------------------------------ | ---------- |
| Amda Seyon II. | Kaiser von Äthiopien 1494–1508 | David II.  |

| Personendaten    | Personendaten      |
| ---------------- | ------------------ |
| NAME             | Na’od I.           |
| KURZBESCHREIBUNG | Kaiser (Äthiopien) |
| GEBURTSDATUM     | 15. Jahrhundert    |
| STERBEDATUM      | 31. Juli 1508      |
| STERBEORT        | Sultanat Ifat      |